# Молісейру

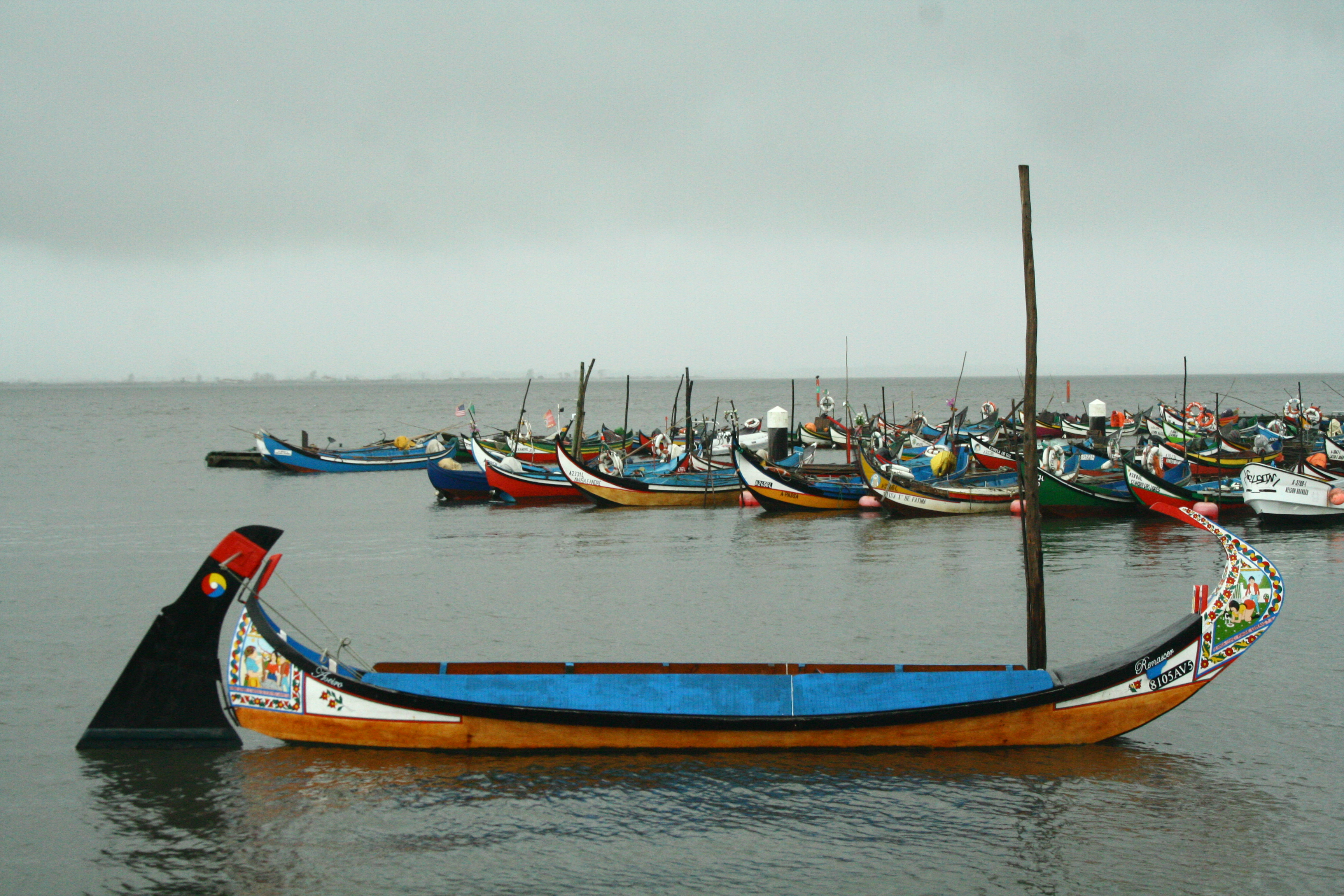
Молісейру в Муртозі

Молісе́йру, або молісе́рйро (порт. Moliceiro, МФА: [mu.ɫi.ˈsɐj.ɾu], [мулісе́йру], «водоростяник») — традиційний човен на заході Португалії, в Авейрівському окрузі. Первісно був вітрильником з однією щоглою, промисловим рибальським судном змішаного плавання. Використовувався місцевим населенням для збирання водоростей (порт. moliço) в акваторії Аверівської ріа та лагуні річки Вога. Виготовлявся з дерева. У новітню добу став транспортним судном, прогулянковим човном подібно до венеційських гондол. Застосовується для перевезення туристів по каналах Авейру та прилеглих поселень. Має характерні заокруглені ніс і корму, велике стерно. Зазвичай, прикрашається малюнками на носовій частині. Зображений на гербі португальського містечка Вагуш.

## Галерея

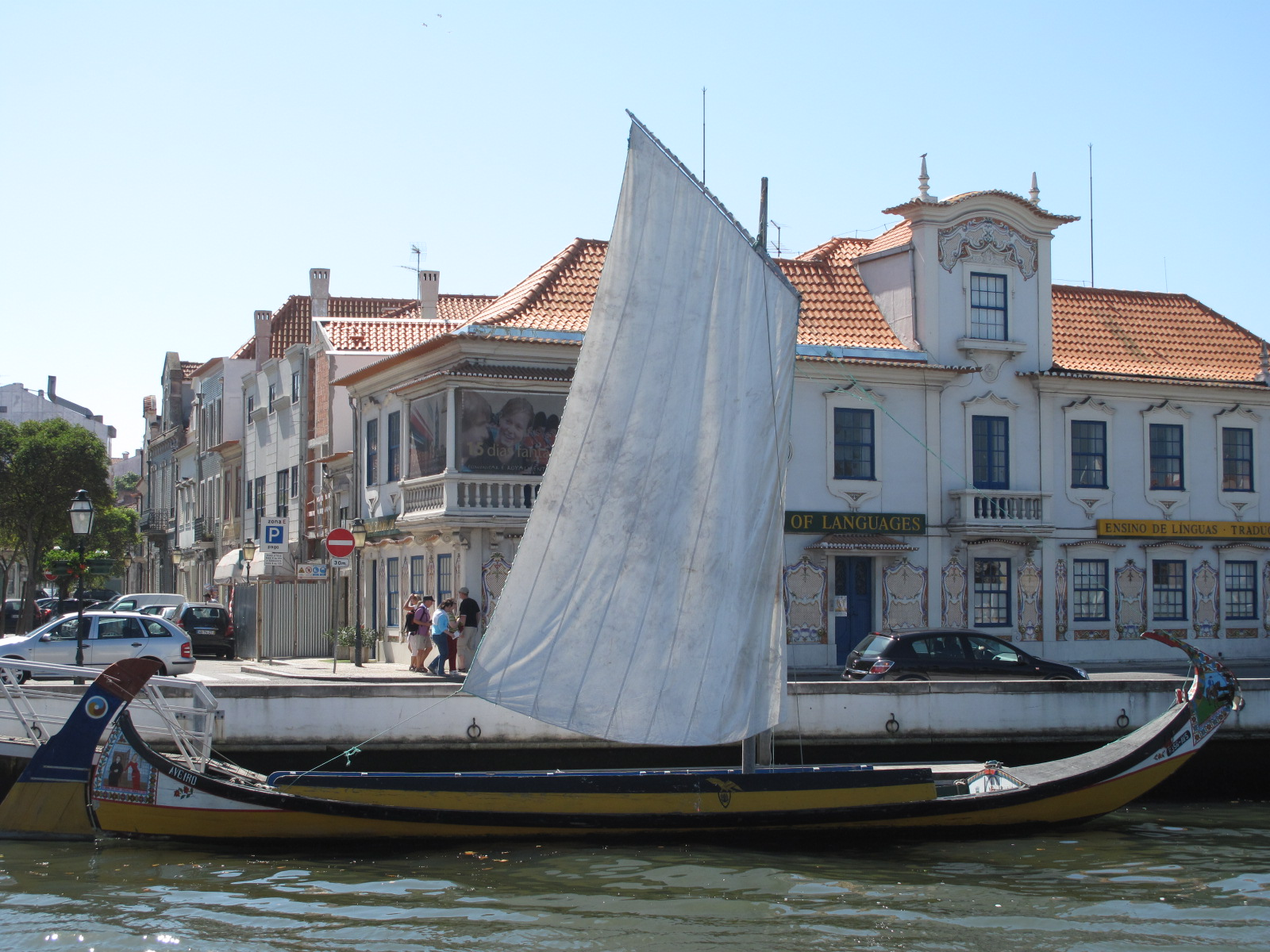
Молісейру з вітрилом
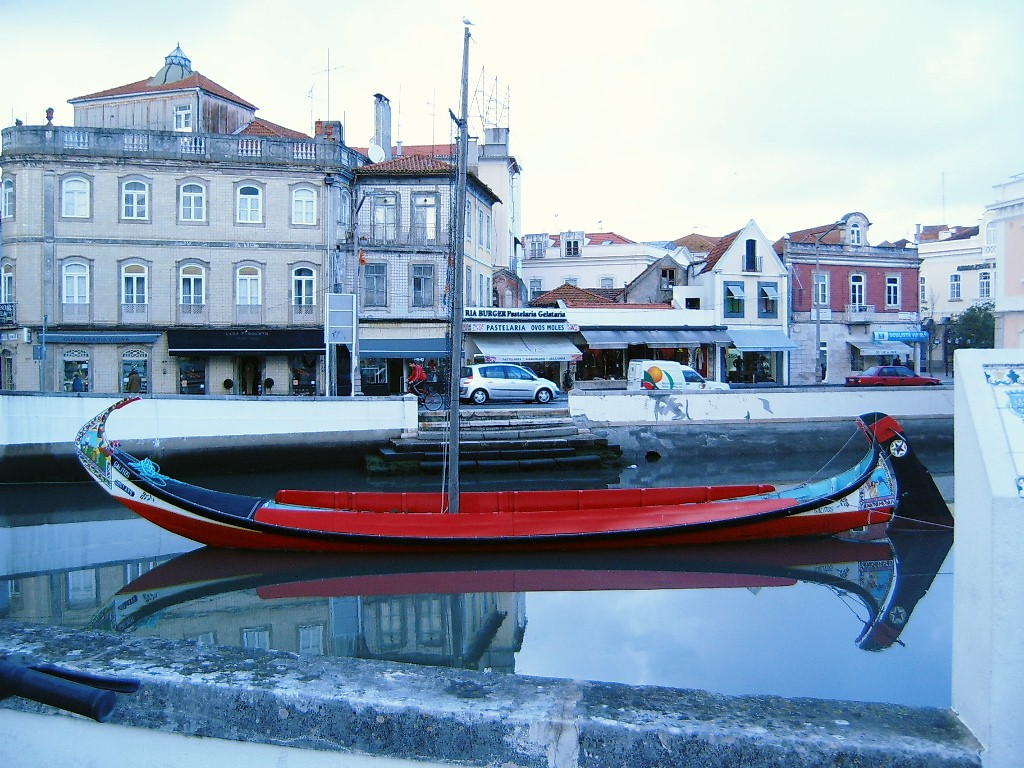
Молісейру в Авейру
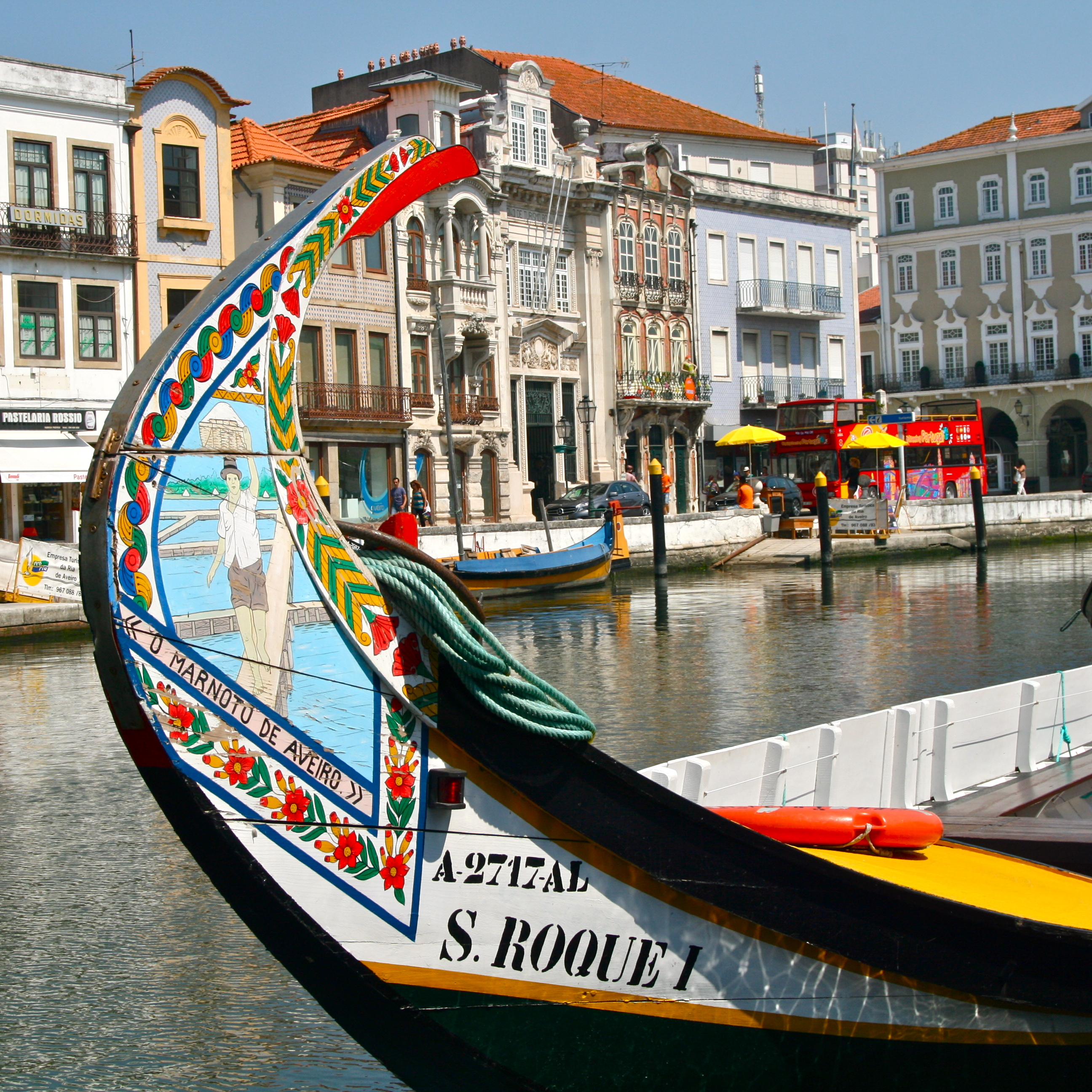
Розписи
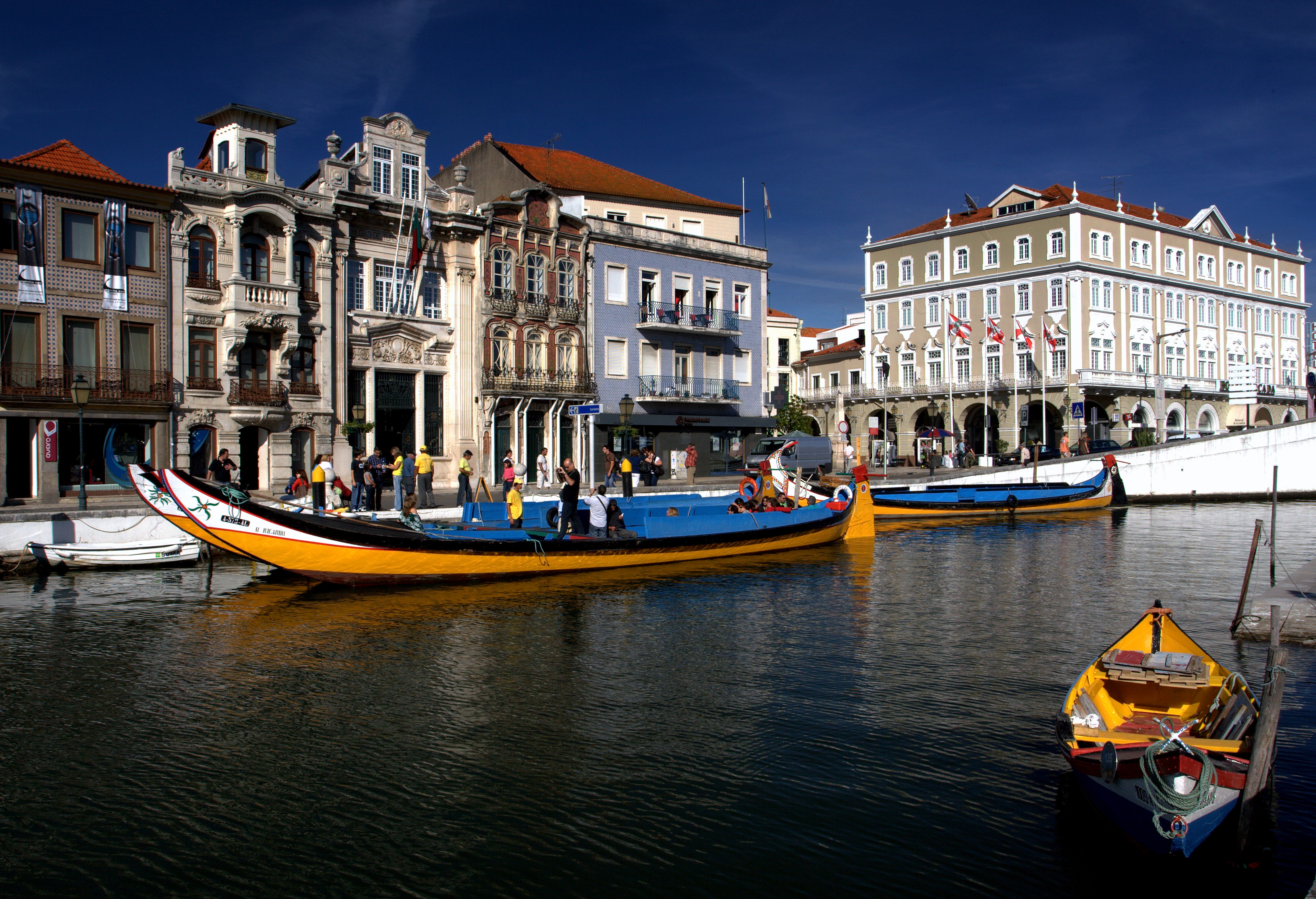
Туристи на молісейру

## У геральдиці

Вагуш